# Akklimatisationsgesellschaft

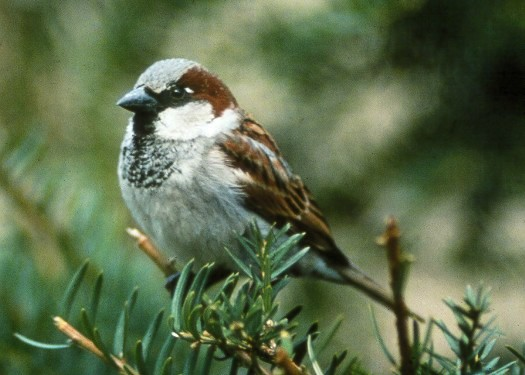
Männchen des Haussperlings (Passer domesticus) – diese Vogelart führte man unter anderem in Australien ein, um aus der Heimat vertraute Vögel um sich zu haben

Als Akklimatisationsgesellschaft bezeichnet man Vereine oder Organisationen, die sich zum Ziel gesetzt haben, die bestehende Fauna und Flora durch die Ausbringung von Pflanzen (sogenannte Ansalbung) oder die Auswilderung von Tieren zu „bereichern“. Akklimatisationsgesellschaften sind vor allem ein Phänomen des 19. und frühen 20. Jahrhunderts. Ihr Wirken ist vor allem für die Geschichte Australiens, Neuseelands, aber auch für Nordamerika typisch. Allerdings ist nicht jede dort eingeführte Tierart auf das Wirken von Akklimatisationsgesellschaften zurückzuführen. Viele Tierarten – wie beispielsweise die Wildkaninchen in Australien – wurden durch die Initiative Einzelner eingeführt und ausgewildert.
Sowohl Ansalbung als auch die Auswilderung von nicht-einheimischen (in der Regel auch einheimischer) Tierarten ist mittlerweile in den meisten Ländern gesetzlich untersagt. 

## Motivation der Akklimatisationsgesellschaften
Viele europäische Aussiedler empfanden die von ihnen neu besiedelten Lebensräume als artenarm oder vermissten die Tiere, die ihnen aus der Heimat vertraut waren. Vor allem Singvögel wie Sperling, Amsel und Star verdanken ihre Existenz auf dem australischen wie dem amerikanischen Kontinent letzterem Wunsch. Vor dem Hintergrund eines mangelhaften Wissens über Ökosysteme war regelmäßig der Wunsch der Bereicherung der vorhandenen Natur ausschlaggebend. In australischen Akklimatisationsgesellschaften wurde ernsthaft diskutiert, ob der australische Kontinent nicht durch eine Ansiedlung afrikanischer Giraffen oder Gazellen profitieren würde, und durch welche Affenarten die lokale Flora lebendiger werden würde. Zur Realisierung solcher Projekte kam es nicht; andere Projekte wie die Ansiedlung aller von William Shakespeare genannten Vogelarten wurden jedoch ernsthaft betrieben. Mitunter wurden auch gezielt wirtschaftliche Interessen verfolgt. Die Auswilderung von Hirschen sollte beispielsweise für ausreichend attraktives Jagdwild sorgen. Dies ist beispielsweise für neuseeländische Akklimatisationsgesellschaften der Fall, die unter anderem Forellen, Lachs, europäisches Federwild und vor allem Rothirsche mit dem ausdrücklichen Ziel einführten, den Jagdtourismus zu fördern.
Die äußerst negativen Erfahrungen mit invasiven Neozoen, die Australien und Neuseeland mit eingebürgerten Tierarten wie Wildkaninchen, Rotwild, aber auch Tierarten wie dem Wasserbüffel gesammelt hat, haben in diesen Ländern zu einer sehr strengen Gesetzgebung geführt. Diskussionen, die teilweise in anderen Ländern geführt werden, zeigen jedoch, dass die Ideen der Akklimatisationsgesellschaften nach wie vor existent sind.

## Einzelbelege
1. ↑   Yerex, S. 17